# Fourneville
Fourneville est une commune française, située dans le département du Calvados en région Normandie, peuplée de 478 habitants.

## Géographie

### Localisation
| Saint-Gatien-des-Bois | Gonneville-sur-Honfleur | Gonneville-sur-Honfleur, Genneville |
| Saint-Gatien-des-Bois | Fourneville             | Le Theil-en-Auge                    |
| Saint-Gatien-des-Bois | Saint-Gatien-des-Bois   | Le Theil-en-Auge                    |

### Hydrographie
La commune est située dans le bassin Seine-Normandie. Elle est drainée par l'Orange, la Claire, le cours d'eau 01 de la commune de Fourneville et le ruisseau de la Planche du Theil,,.

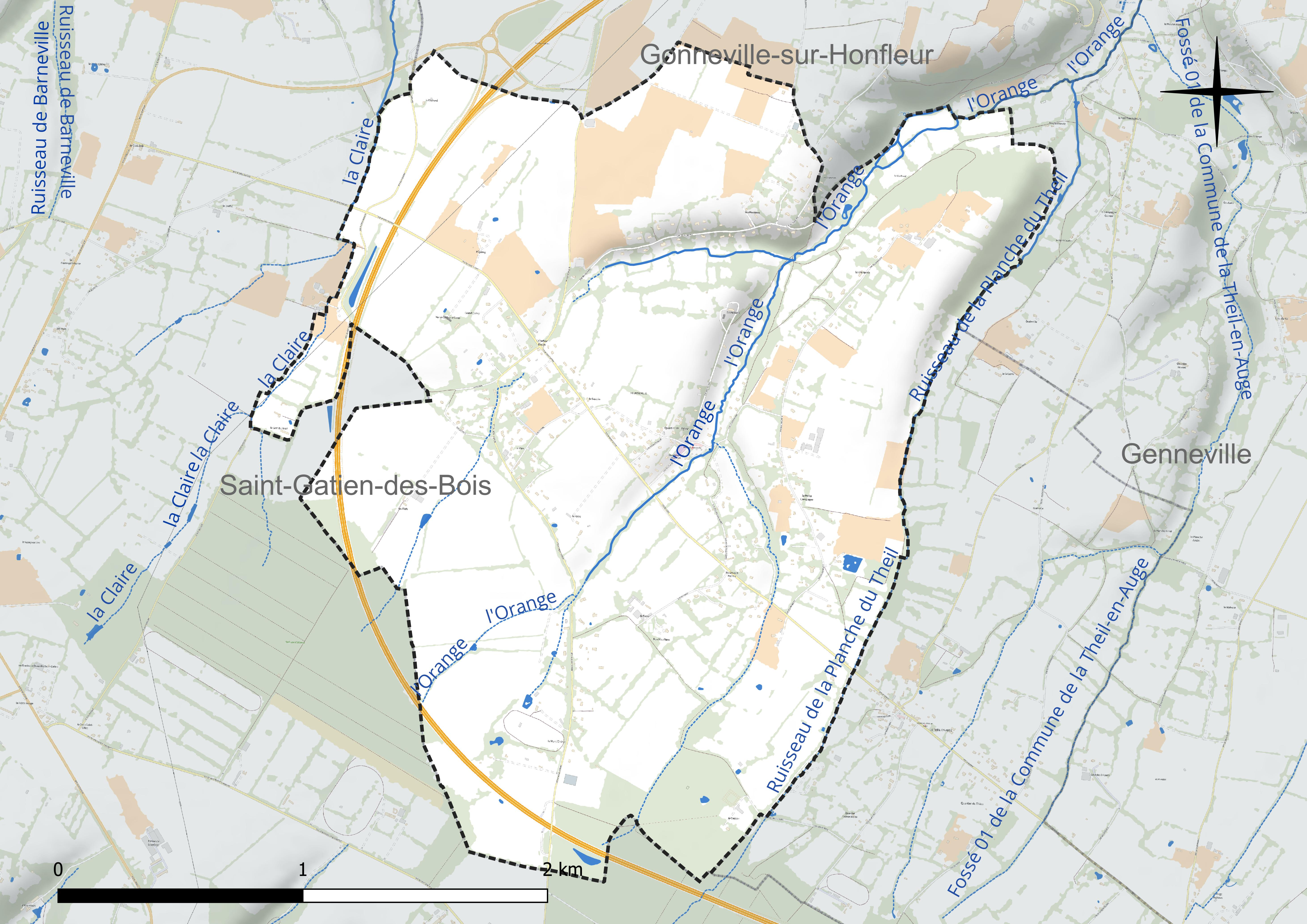
Réseau hydrographique de Fourneville.

### Climat
Pour des articles plus généraux, voir Climat de la Normandie et Climat du Calvados.
En 2010, le climat de la commune est de type climat océanique franc, selon une étude du CNRS s'appuyant sur une série de données couvrant la période 1971-2000. En 2020, Météo-France publie une typologie des climats de la France métropolitaine dans laquelle la commune est exposée à un climat océanique et est dans la région climatique  Côtes de la Manche orientale, caractérisée par un faible ensoleillement (1 550 h/an) ; forte humidité de l'air (plus de 20 h/jour avec humidité relative > 80 % en hiver), vents forts fréquents. Parallèlement le GIEC normand, un groupe régional d'experts sur le climat, différencie quant à lui, dans une étude de 2020, trois grands types de climats pour la région Normandie, nuancés à une échelle plus fine par les facteurs géographiques locaux. La commune est, selon ce zonage, exposée à un « climat contrasté des collines », correspondant au Pays d'Auge, Lieuvin et Roumois, moins directement soumis aux flux océaniques et connaissant toutefois des précipitations assez marquées en raison des reliefs collinaires qui favorisent leur formation.
Pour la période 1971-2000, la température annuelle moyenne est de 10,2 °C, avec  une amplitude thermique annuelle de 12,8 °C. Le cumul annuel moyen de précipitations est de 916 mm, avec 13,2 jours de précipitations en janvier et 8,6 jours en juillet. Pour la période 1991-2020, la température moyenne annuelle observée sur la station météorologique la plus proche, située sur la commune de Saint-Gatien-des-Bois à 4 km à vol d'oiseau, est de 11,0 °C et le cumul annuel moyen de précipitations est de 920,4 mm,. Pour l'avenir, les paramètres climatiques de la commune estimés pour 2050 selon différents scénarios d'émission de gaz à effet de serre sont consultables sur un site dédié publié par Météo-France en novembre 2022.

## Urbanisme

### Typologie
Au 1er janvier 2024, Fourneville est catégorisée commune rurale à habitat dispersé, selon la nouvelle grille communale de densité à 7 niveaux définie par l'Insee en 2022.
Elle appartient à l'unité urbaine de Honfleur, une agglomération inter-départementale dont elle est une commune de la banlieue,. Par ailleurs la commune fait partie de l'aire d'attraction de Honfleur, dont elle est une commune de la couronne,. Cette aire, qui regroupe 11 communes, est catégorisée dans les aires de moins de 50 000 habitants,.

### Occupation des sols
L'occupation des sols de la commune, telle qu'elle ressort de la base de données européenne d'occupation biophysique des sols Corine Land Cover (CLC), est marquée par l'importance des territoires agricoles (95,5 % en 2018), en diminution par rapport à 1990 (98,2 %). La répartition détaillée en 2018 est la suivante : 
prairies (78 %), terres arables (12,9 %), zones agricoles hétérogènes (4,7 %), forêts (4,5 %). L'évolution de l'occupation des sols de la commune et de ses infrastructures peut être observée sur les différentes représentations cartographiques du territoire : la carte de Cassini (XVIIIe siècle), la carte d'état-major (1820-1866) et les cartes ou photos aériennes de l'IGN pour la période actuelle (1950 à aujourd'hui).

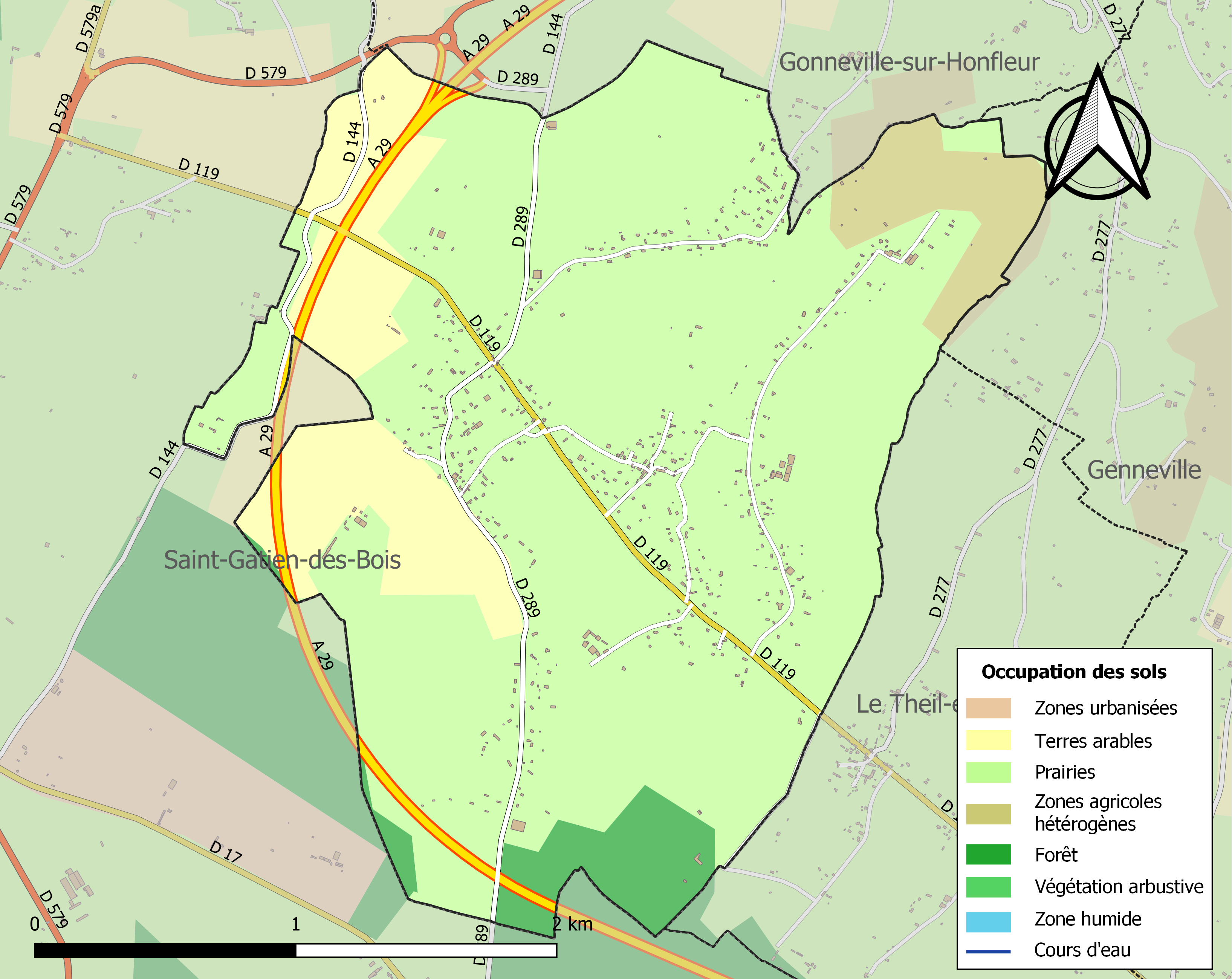
Carte des infrastructures et de l'occupation des sols de la commune en 2018 (CLC).

## Toponymie
Le nom de la localité est attesté sous les formes Furnivilla en 1070 (Charte de Saint-Étienne de Fontenay); Furnovilla en 1234; Fornovilla en 1250 (Charte de l'abbaye de Fontenay, p. 80); Fournouvilla au  XIVe siècle (Livre pelut de Bayeux); Fournonville en 1418 (Rôles de Bréquigny, n° 218, p. 23); Fournevilla  au  XVIe siècle (Pouillé de Lisieux, p. 41).
Il s'agit d'une formation toponymique médiévale en -ville précédée d'un nom de personne,.
Les anthroponymes latin Furnus (comprendre roman) et germanique Frotinus (Frotin) ont été proposés pour expliquer le premier élément Fourne-
Remarque : Il existe un nom de personne vieux norrois Forni et des noms dérivés en Forn-. L'adjectif vieux norrois forn signifie « vieux, ancien, antique, païen ». Une variante anthroponymique en Furn-, à savoir Furnulfus (Furnulf), est attestée en germanique continental dans un texte latin médiéval, ainsi que sous la forme Furnulf dans un texte en vieux norrois.
Le gentilé est Fournevillais.

## Politique et administration
| Période                                  | Période  | Identité            | Étiquette | Qualité             |
| ---------------------------------------- | -------- | ------------------- | --------- | ------------------- |
| 1977                                     | 1995     | Antoine Berge       |           | Architecte          |
| juin 1995                                | En cours | Jean-Marie Delamare | SE        | Gérant d'entreprise |
| Les données manquantes sont à compléter. |          |                     |           |                     |

Le conseil municipal est composé de onze membres dont le maire et deux adjoints.

## Démographie
L'évolution du nombre d'habitants est connue à travers les recensements de la population effectués dans la commune depuis 1793. Pour les communes de moins de 10 000 habitants, une enquête de recensement portant sur toute la population est réalisée tous les cinq ans, les populations de référence des années intermédiaires étant quant à elles estimées par interpolation ou extrapolation. Pour la commune, le premier recensement exhaustif entrant dans le cadre du nouveau dispositif a été réalisé en 2008.
En 2022, la commune comptait 478 habitants, en évolution de −4,21 % par rapport à 2016 (Calvados : +1,58 %, France hors Mayotte : +2,11 %).
Au premier recensement républicain, en 1793, Fourneville comptait 591 habitants, population jamais atteinte depuis.
| 1793 | 1800 | 1806 | 1821 | 1831 | 1836 | 1841 | 1846 | 1851 |
| ---- | ---- | ---- | ---- | ---- | ---- | ---- | ---- | ---- |
| 591  | 552  | 551  | 581  | 500  | 507  | 492  | 450  | 438  |

| 1856 | 1861 | 1866 | 1872 | 1876 | 1881 | 1886 | 1891 | 1896 |
| ---- | ---- | ---- | ---- | ---- | ---- | ---- | ---- | ---- |
| 371  | 350  | 347  | 361  | 343  | 348  | 348  | 346  | 339  |

| 1901 | 1906 | 1911 | 1921 | 1926 | 1931 | 1936 | 1946 | 1954 |
| ---- | ---- | ---- | ---- | ---- | ---- | ---- | ---- | ---- |
| 314  | 319  | 312  | 263  | 260  | 238  | 221  | 278  | 265  |

| 1962 | 1968 | 1975 | 1982 | 1990 | 1999 | 2006 | 2008 | 2013 |
| ---- | ---- | ---- | ---- | ---- | ---- | ---- | ---- | ---- |
| 228  | 264  | 238  | 291  | 343  | 351  | 455  | 485  | 492  |

| 2018 | 2022 | - | - | - | - | - | - | - |
| ---- | ---- | - | - | - | - | - | - | - |
| 490  | 478  | - | - | - | - | - | - | - |

## Économie
- Une épicerie.

## Lieux et monuments
- Église Saint-Pierre en partie du XIIe siècle.

## Personnalités liées à la commune
- Jacques Baumel (1918-2006), Compagnon de la Libération, député de la Ve République et secrétaire d'État, repose au cimetière, près de l'église.
- Antoine Berge (1927-2014), architecte, maire de Fourneville, avait auparavant, en 1962, enregistré la mélodie au pipeau de Bonne nuit les petits[25].